# Liste der Auslandsvertretungen Katars

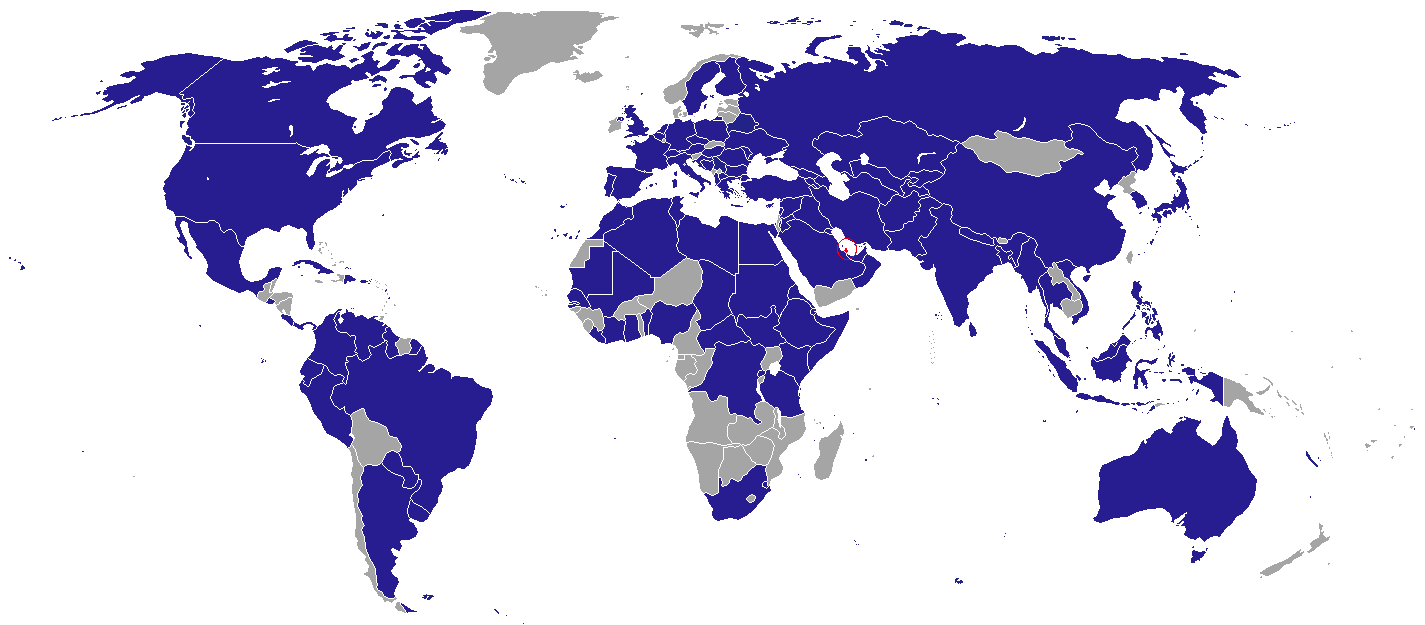
Standorte der diplomatischen Vertretungen Katars

Dies ist eine Liste der diplomatischen und konsularischen Vertretungen Katars.

## Diplomatische und konsularische Vertretungen

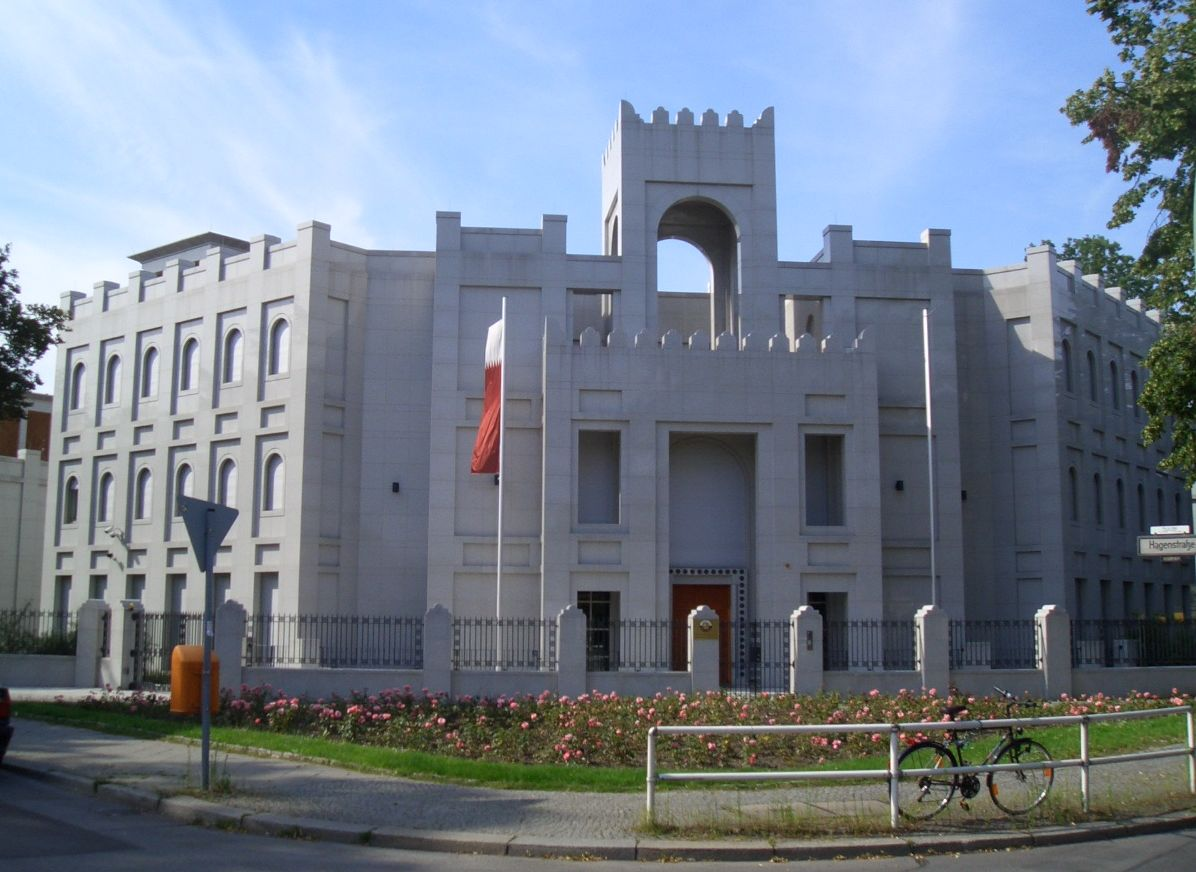
Botschaft Katars in Berlin

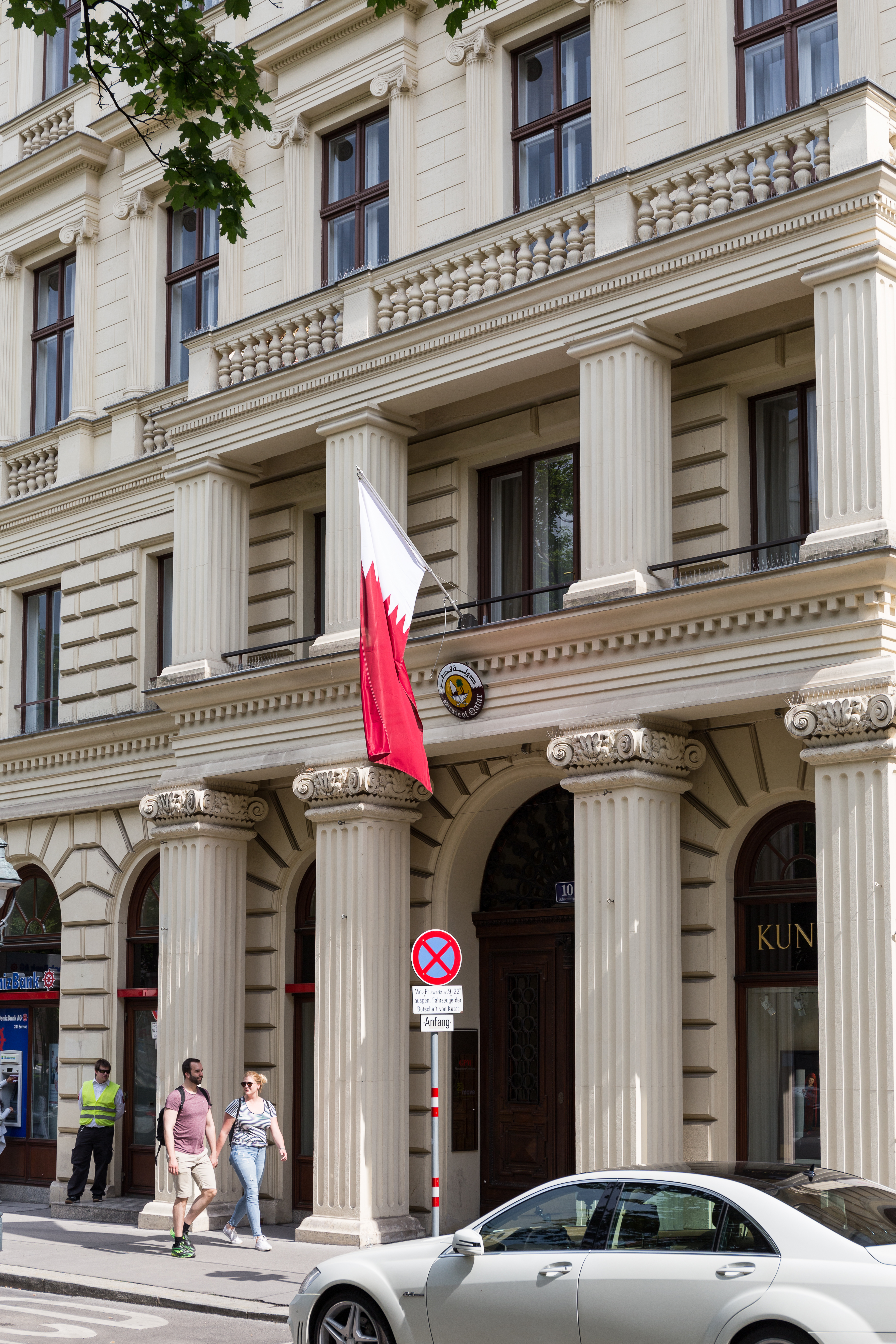
Botschaft Katars in Wien

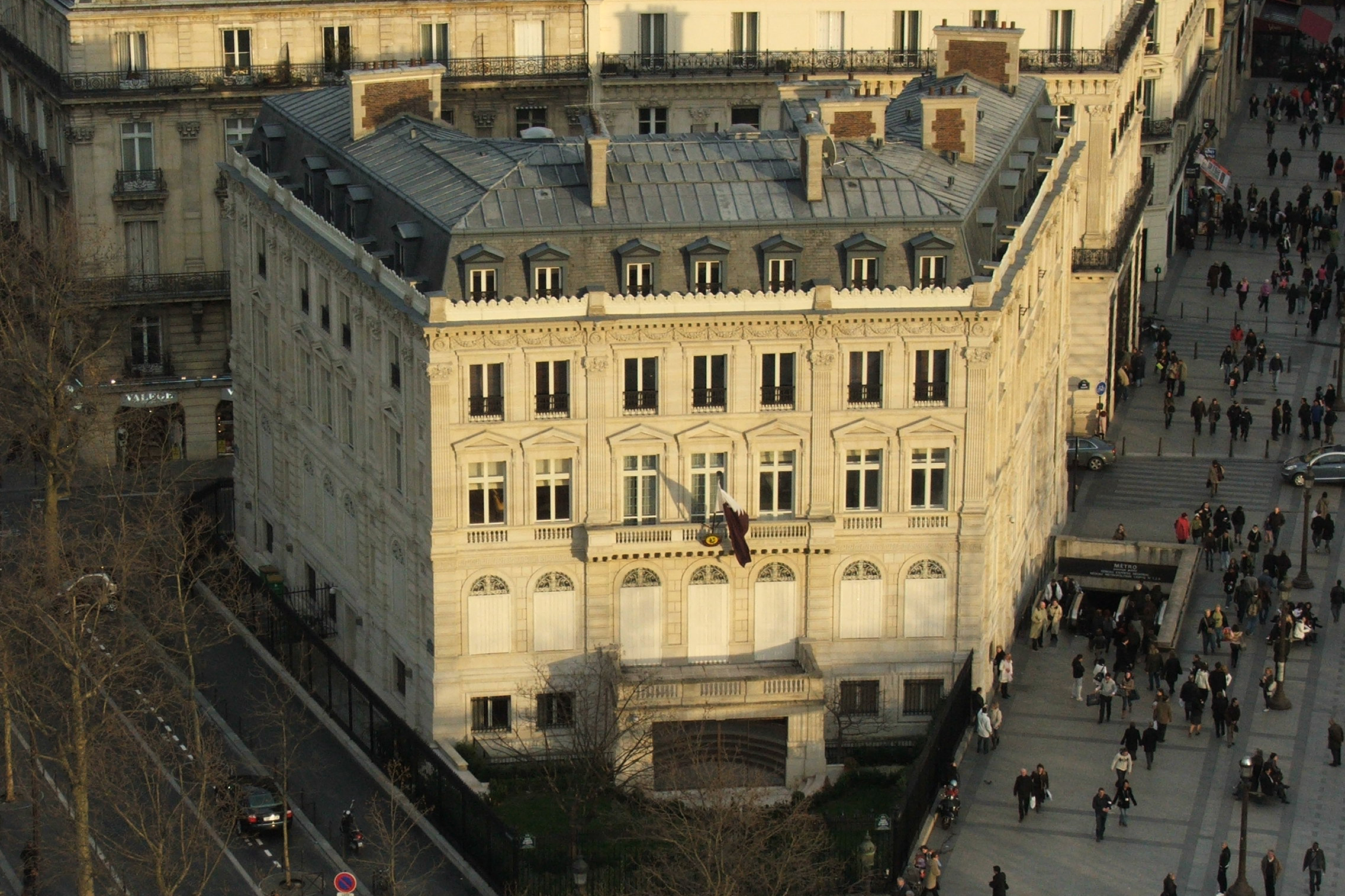
Botschaft Katars in Paris

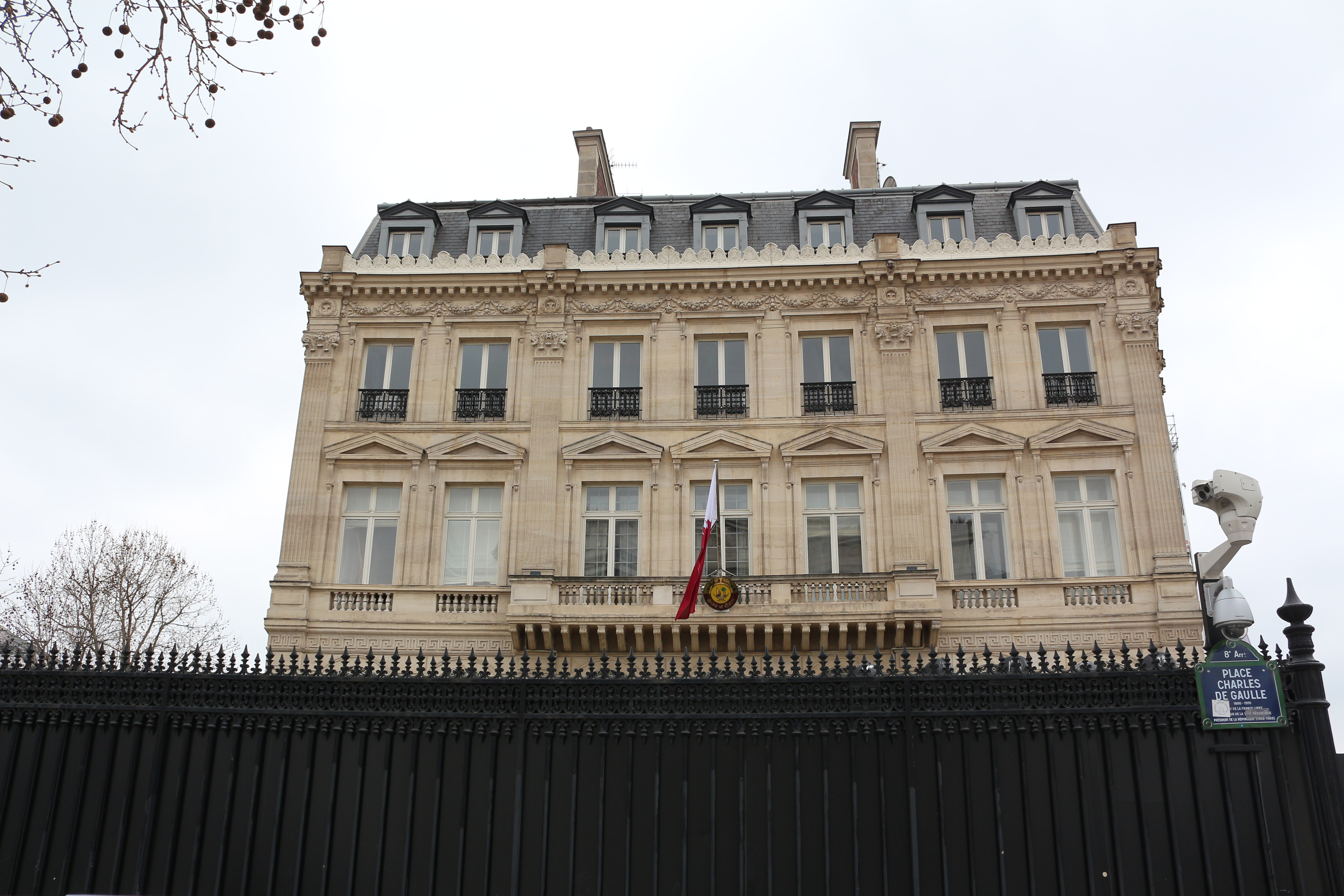
Die Katarische Botschaft am Place Charles-de-Gaulle in Paris im März 2015.

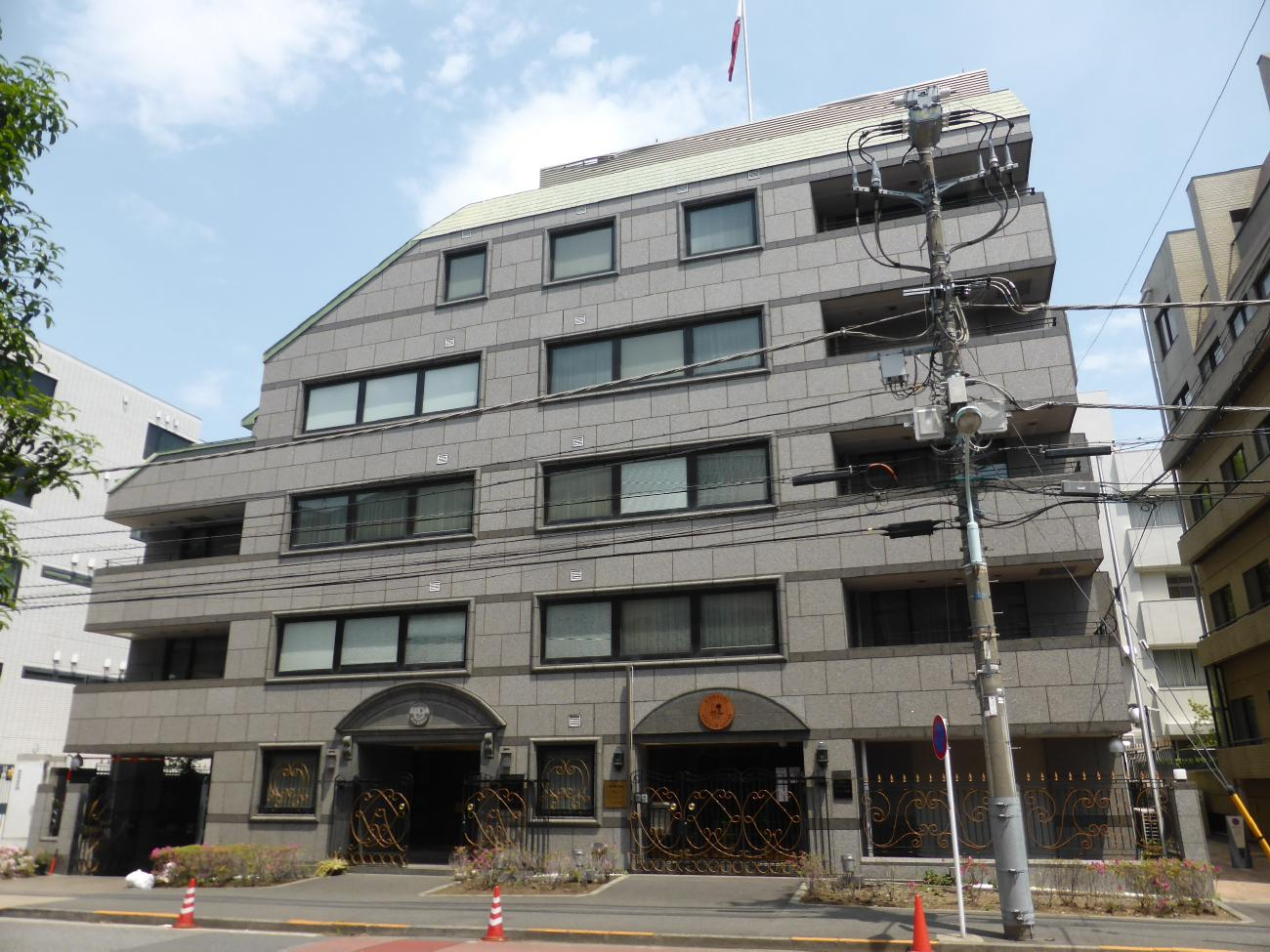
Botschaft Katars in Tokio

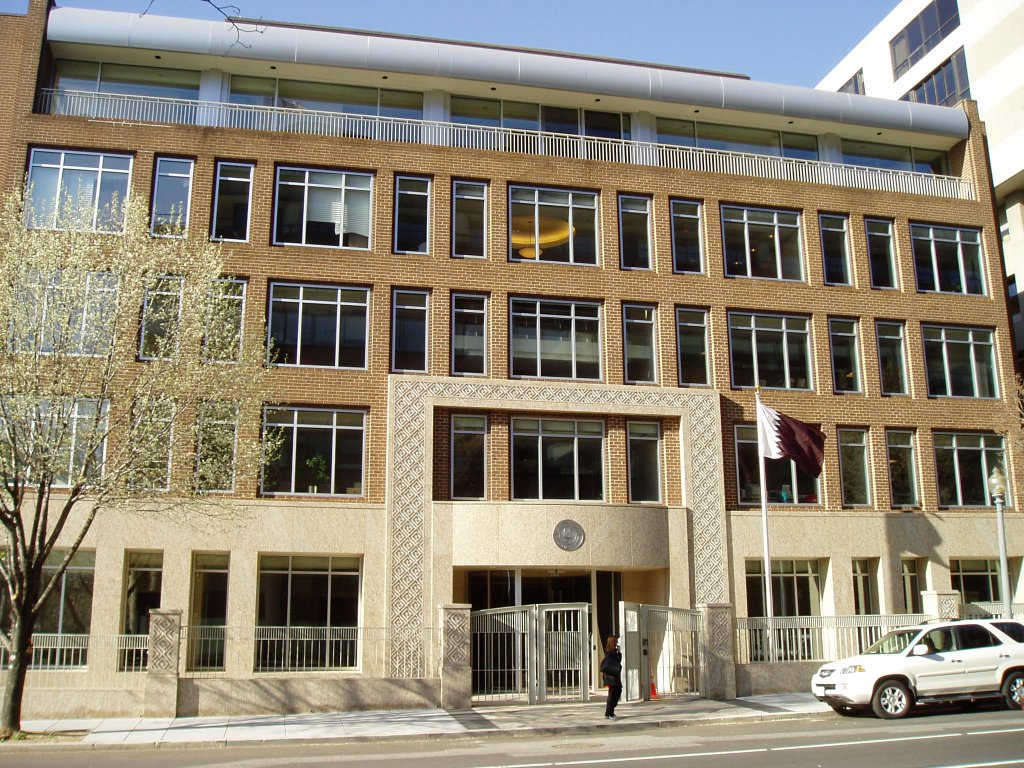
Botschaft Katars in Washington, D.C.

### Afrika
| - Ägypten: Kairo, Botschaft - Algerien: Algier, Botschaft - Äthiopien: Addis Abeba, Botschaft - Benin: Porto-Novo, Botschaft - Dschibuti: Dschibuti, Botschaft - Elfenbeinküste: Abidjan, Botschaft - Eritrea: Asmara, Botschaft - Gambia: Banjul, Botschaft - Kenia: Nairobi, Botschaft - Komoren: Moroni, Botschaft - Liberia: Monrovia, Botschaft - Libyen: Tripolis, Botschaft - Libyen: Bengasi, Generalkonsulat - Mauretanien: Nouakchott, Botschaft | - Marokko: Rabat, Botschaft - Nigeria: Abuja, Botschaft - Ruanda: Kigali, Botschaft - Senegal: Dakar, Botschaft - Somalia: Mogadischu, Botschaft - Südafrika: Pretoria, Botschaft - Sudan: Khartum, Botschaft - Südsudan: Juba, Botschaft - Eswatini: Mbabane, Botschaft - Tansania: Daressalam, Botschaft - Tschad: N’Djamena, Botschaft - Tunesien: Tunis, Botschaft - Zentralafrikanische Republik: Bangui, Botschaft |

### Asien
| - Afghanistan: Kabul, Botschaft - Aserbaidschan: Baku, Botschaft - Bahrain: Manama, Botschaft - Bangladesch: Dhaka, Botschaft - Brunei: Bandar Seri Begawan, Botschaft - Volksrepublik China: Peking, Botschaft - Volksrepublik China: Hongkong, Generalkonsulat - Georgien: Tiflis, Botschaft - Indien: Neu-Delhi, Botschaft - Indien: Mumbai, Generalkonsulat - Indonesien: Jakarta, Botschaft - Iran: Teheran, Botschaft - Japan: Tokio, Botschaft - Jordanien: Amman, Botschaft - Kasachstan: Astana, Botschaft - Kirgisistan: Bischkek, Botschaft - Kuwait: Kuwait, Botschaft - Libanon: Beirut, Botschaft - Malaysia: Kuala Lumpur, Botschaft | - Myanmar: Rangun, Botschaft - Nepal: Kathmandu, Botschaft - Oman: Maskat, Botschaft - Pakistan: Islamabad, Botschaft - Pakistan: Karatschi, Generalkonsulat - Palestina: Gaza, Vertretung - Philippinen: Manila, Botschaft - Saudi-Arabien: Riad, Botschaft - Saudi-Arabien: Dschidda, Generalkonsulat - Singapur: Singapur, Botschaft - Sri Lanka: Colombo, Botschaft - Südkorea: Seoul, Botschaft - Tadschikistan: Duschanbe, Botschaft - Thailand: Bangkok, Botschaft - Turkmenistan: Aşgabat, Botschaft - Vereinigte Arabische Emirate: Abu Dhabi, Botschaft - Vereinigte Arabische Emirate: Dubai, Generalkonsulat - Vietnam: Hanoi, Botschaft |

### Australien und Ozeanien
- Australien: Canberra,  Botschaft

### Europa
| - Albanien: Tirana, Botschaft - Belarus: Minsk, Botschaft - Belgien: Brüssel, Botschaft - Bosnien und Herzegowina: Sarajevo, Botschaft - Bulgarien: Sofia, Botschaft - Deutschland: Berlin, Botschaft - Deutschland: Bonn, Außenstelle der Botschaft (Gesundheitsbüro) - Frankreich: Paris, Botschaft - Griechenland: Athen, Botschaft - Italien: Rom, Botschaft - Italien: Mailand, Generalkonsulat - Kroatien: Zagreb, Botschaft - Nordmazedonien: Skopje, Botschaft - Moldau: Chișinău, Botschaft - Niederlande: Den Haag, Botschaft - Österreich: Wien, Botschaft | - Polen: Warschau, Botschaft - Portugal: Lissabon, Botschaft - Rumänien: Bukarest, Botschaft - Russland: Moskau, Botschaft - Schweden: Stockholm, Botschaft - Schweiz: Bern, Botschaft - Serbien: Belgrad, Botschaft - Spanien: Madrid, Botschaft - Spanien: Barcelona, Generalkonsulat - Türkei: Ankara, Botschaft - Türkei: Istanbul, Generalkonsulat - Tschechien: Prag, Botschaft - Ukraine: Kiew, Botschaft - Ungarn: Budapest, Botschaft - Vereinigtes Königreich: London, Botschaft - Zypern: Nikosia, Botschaft |

### Nordamerika
| - Costa Rica: San José, Botschaft - Dominikanische Republik: Santo Domingo, Botschaft - El Salvador: San Salvador, Botschaft - Kanada: Ottawa, Botschaft - Kuba: Havanna, Botschaft - Mexiko: Mexiko-Stadt, Botschaft | - Panama: Panama-Stadt, Botschaft - Vereinigte Staaten: Washington, D.C., Botschaft - Vereinigte Staaten: Houston, Generalkonsulat - Vereinigte Staaten: New York, Generalkonsulat - Vereinigte Staaten: Los Angeles, Generalkonsulat |

### Südamerika
| - Argentinien: Buenos Aires, Botschaft - Brasilien: Brasília, Botschaft - Ecuador: Quito, Botschaft - Guyana: Georgetown, Botschaft | - Paraguay: Asunción, Botschaft - Peru: Lima, Botschaft - Uruguay: Montevideo, Botschaft - Venezuela: Caracas, Botschaft |

## Vertretungen bei internationalen Organisationen
- Vereinte Nationen: New York, Ständige Mission
- Vereinte Nationen: Genf, Ständige Mission
- Europäische Union: Brüssel, Ständige Vertretung
- Arabische Liga: Kairo, Ständige Mission